# Bonda Mani
Pour les articles homonymes, voir Mani.
Bonda Mani, né le 19 septembre 1963 au Sri Lanka et mort le 23 décembre 2023 à Chennai, est un acteur indien qui joue dans des films en langue tamoule.

## Biographie
Né le 19 septembre 1963, au Sri Lanka, Kedheeswaran arrive au Tamil Nadu en 1983 en tant que réfugié pendant la guerre civile sri-lankaise. 
Il joue dans plus de 250 films. Bien qu'il ait réussi à percer en tant qu'acteur secondaire, il se fait connaître par les nombreuses scènes comiques jouées avec Vadivelu ; certaines de ses scènes comiques les plus remarquables sont jouées dans des films comme Pongalo Pongal (1997), Sundara Travels (2002), Winner (2003), Englishkaran (2005), Aaru (2005) et Marudhamalai. Il est connu pour ses répliques populaires dans le film Kannum Kannum.
Souffrant de problèmes rénaux, il est transporté d'urgence à l'hôpital après s'être évanoui à son domicile dans la nuit du 23 décembre et meurt ce jour-là à Chennai.